# Acacia osswaldi
Acacia osswaldi é uma espécie de leguminosa do gênero Acacia, pertencente à família Fabaceae.